# 1912 v loďstvech
Tento článek obsahuje významné události v oblasti loďstev v roce 1912.

## Události
- 2. února – Došlo ke srážce britské ponorky HMS A3 s mateřskou lodí ponorek HMS Hazard. Ponorka se potopila, později byla vyzdvižena a dne 17. května téhož roku potopena jako cvičný cíl.[1]
- 15. dubna – Po nárazu na ledovec se potopil zaoceánský parník RMS Titanic.

## Lodě vstoupivší do služby
- 10. dubna –  RMS Titanic – zaoceánský parník třídy Olympic
- 2. července –  SMS Goeben – bitevní křižník třídy Moltke
- 19. listopadu –  HMS New Zealand (1911) – bitevní křižník třídy Indefatigable
- 5. prosince –  SMS Viribus Unitis – bitevní loď třídy Tegetthoff